# 4. Kavallerie-Division (Deutsches Kaiserreich)
Die 4. Kavallerie-Division war ein Großverband der Preußischen Armee, die im Rahmen der Mobilmachung anlässlich des Sardinischen Krieges 1859, des Deutsch-Französischen Krieges 1870/71 und des Ersten Weltkriegs 1914/18 gebildet wurde.

## Gliederung

### Kriegsgliederung bei Mobilmachung 1914
- 3. Kavallerie-Brigade
  - Kürassier-Regiment „Königin“ (Pommersches) Nr. 2
  - 2. Pommersches Ulanen-Regiment Nr. 9
- 17. Kavallerie-Brigade
  - 1. Großherzoglich Mecklenburgisches Dragoner-Regiment Nr. 17
  - 2. Großherzoglich Mecklenburgisches Dragoner-Regiment Nr. 18
- 18. Kavallerie-Brigade
  - Husaren-Regiment „Königin Wilhelmina der Niederlande“ (Hannoversches) Nr. 15
  - Husaren-Regiment „Kaiser Franz Josef von Österreich, König von Ungarn“ (Schleswig-Holsteinisches) Nr. 16
- Reitende Abteilung/Feldartillerie-Regiment „General-Feldzeugmeister“ (1. Brandenburgisches) Nr. 3
- Garde-MG-Abteilung Nr. 2
- Pionier-Abteilung

### Kriegsgliederung vom 10. Juni 1918
- 39. Kavallerie-Brigade
  - Landwehr-Infanterie-Regiment Nr. 38
  - Landwehr-Infanterie-Regiment Nr. 40
  - Landwehr-Infanterie-Regiment Nr. 436
- Artillerie-Kommandeur Nr. 143
  - IV. Abteilung/Feldartillerie-Regiment „von Holtzendorff“ (1. Rheinisches) Nr. 8
  - IV. Abteilung/Feldartillerie-Regiment „von Scharnhorst“ (1. Hannoversches) Nr. 10

## Erster Weltkrieg
Zunächst wurde die Division an der Westfront eingesetzt und Anfang November 1914 an die Ostfront verlegt. Dort verblieb sie auch nach dem  Frieden von Brest-Litowsk im Einsatz und beteiligte sich an den Kämpfen zur Befreiung von Livland und Estland. Ende März 1918 verlegte die Division nochmals an die Westfront und kämpfte dort bis Kriegsende.

### 1914
- 04. bis 16. August – Eroberung von Lüttich
- 02. bis 22. August – Verschleierungskämpfe vor der Front der 1. und 2. Armee in Belgien, z. B. Gefecht bei Halen am 12. August 1914
- 23. bis 24. August – Schlacht bei Mons
- 24. August – Einnahme von Tournai
- 25. bis 27. August – Schlacht bei Solesmes und Le Cateau
- 01. September 1914 – Gefecht bei Néry
- 23. September bis 1. Oktober – Schlacht an der Somme
- 01. bis 13. Oktober – Schlacht bei Arras
- 13. bis 31. Oktober – Stellungskämpfe in Flandern und Artois
  - 15. bis 28. Oktober – Schlacht bei Lille
  - 30. bis 31. Oktober – Schlacht bei Ypern
- 30. Oktober bis 4. November – Südlich Messines und am Walde von Ploegsteert
- 01. bis 16. November – Transport nach dem Osten
- 15. bis 29. November – Stellungskämpfe bei Mlawa
- 01. bis 24. Dezember – Reserve der 9. Armee
- ab 18. Dezember – Schlacht an der Rawka-Bzura

### 1915
- bis 5. Februar – Schlacht an der Rawka-Bzura
- 05. bis 22. Februar – Winterschlacht in Masuren
  - 11. Februar bis 22. März – Stellungskämpfe vor Lomsha-Osowiec (Teile der Division)
- 23. Februar bis 6. März – Gefechte am Bobr
- 06. bis 21. März – Stellungskämpfe bei Lipniki-Lyse
- 25. bis 30. März – Gefechte bei Krasnopol und Krasne
- 31. März bis 13. Mai – Stellungskämpfe zwischen Augustow, Mariampol und Pilwiszki
- 09. Mai bis 13. Juli – Gefechte am Windawski-Kanal und an der oberen Windau
- 21. Juli bis 7. August – Kämpfe an der Jesia und bei Wejwery (Teile der Division)
- 01. bis 18. August – Belagerung von Kowno
- 19. August bis 8. September – Njemen-Schlacht
- 09. bis 29. September – Schlacht bei Wilna
- 30. September bis 19. Oktober – Gefechte an der Mjadsjolka, Dryswjata und um Kosjany
- 20. Oktober bis 1. November – Schlacht vor Dünaburg
- 20. Oktober bis 5. November – Stellungskämpfe vor Jakobstadt
- ab 1. November – Stellungskämpfe vor Dünaburg

### 1916
- Stellungskämpfe vor Dünaburg

### 1917
- bis 1. Februar – Stellungskämpfe vor Dünaburg
- 23. Januar bis 3. Februar – Winterschlacht an der Aa (Teile der Division)
- 01. Februar bis 31. August – Stellungskämpfe vor Riga
- 01. bis 5. September – Schlacht um Riga (Teile der Division)
- 06. September bis 5. Dezember – Stellungskämpfe nördlich der Düna
- 06. bis 17. Dezember – Waffenruhe
- ab 17. Dezember – Waffenstillstand

### 1918
- bis 18. Februar – Waffenstillstand
- 18. Februar bis 4. März – Kämpfe zur Befreiung von Livland und Estland
- 05. März bis 1. April – Besetzung von Livland und Estland als deutsche Polizeimacht
- 21. März bis 5. April – Transport nach dem Westen
- 06. April bis 5. Mai – Stellungskrieg in Lothringen und in den Vogesen
- 19. Mai bis 11. November – Stellungskampf im Oberelsass
- ab 12. November – Räumung des besetzten Gebietes und Marsch in die Heimat

## Kommandeure
| Dienstgrad             | Name                          | Datum                                 |
| ---------------------- | ----------------------------- | ------------------------------------- |
| Generalleutnant        | Karl Albert von Rudolphi      | 14. Juni bis 18. November 1859        |
| General der Kavallerie | Albrecht von Preußen          | 18. Juli 1870                         |
| Generalleutnant        | Otto von Garnier              | 02. August bis 22. November 1914      |
| Generalmajor           | Heinrich von Hofmann          | 23. November 1914 bis 30. August 1916 |
| Generalmajor           | Georg Thumb von Neuburg       | 31. August 1916 bis 14. Oktober 1918  |
| Generalmajor           | Viktor von Rosenberg-Lipinski | 15. Oktober 1918 bis Januar 1919      |